# Смит, Патрик
Патрик Смит (англ. Patrick Smith, 28 августа 1963, Колгейт, Оклахома, США — 19 июня 2019, Колорадо, США) — американский боец смешанных единоборств, профессиональный боксёр и кикбоксер. Начал профессиональную карьеру в спортивных единоборствах в 1992 году, обессмертил своё имя приняв участие в двух первых турнирах UFC. Обладатель чёрного пояса, третьего дана по тхэквондо, а также черного пояса в хапкидо, американском кенпо-каратэ и тансудо. В 1993 году Смит стоял первым в рейтинге кикбоксеров в тяжёлом весе в США и пятым в мире, что обусловило его приглашение к участию в чемпионате UFC. В 1993 году выиграл турнир по энсин кайкан-каратэ Sabaki Challenge в тяжёлом весе, а также турнир по фулл-контакт каратэ в Денвере, а также принимал участие на турнире сэйдокайкан-каратэ (кубок мира по сэйдокайкан), который проходил в Японии.
Известен сенсационной победой над легендой К-1 Энди Хугом 30 апреля 1994 года, отправив того в нокдаун трижды в течение первых 19 секунд поединка (самое сокрушительное поражение в карьере Хуга и один из самых коротких поединков в истории гран-при K-1). Последний раз вышел на арену в возрасте 51 года.

## Профессиональная карьера

### Кикбоксинг
Впервые известность получил в США как кикбоксер. В 1994 году принял участие в турнире K-1 Grand Prix 1994, где он неожиданно победил нокаутом будущую звезду промоушена и K-1 Энди Хуга аперкотом уже на 19 секунде первого раунда в рамках четвертьфинала турнира. Смиту не удалось развить успех, а в полуфинале из турнира его выбил Петер Артс.
После победы над Хугом Смит получил известность в K-1 и его начали приглашать на крупные турниры. В рамках матча-реванша против Хуга на турнире K-1 Revenge Смит проиграл и не попал на следующий год в турнир K-1 Grand Prix '95 Opening Battle. После того, как Смит проиграл японской восходящей звезде Мусаси, причем техническим нокаутом, его контракт с организацией K-1. Несмотря на малое количество выступлений за рубежом к моменту окончания карьеры в 2000 году статистика Смита в кикбоксинге составляла 66-8.

### Смешанные единоборства: приход в UFC
В ноябре 1993 года Смит принял участие в первом турнире UFC 1. В турнире приняли участие восемь бойцов, все бои проходили в рамках одного дня. Правила турнира практически еще не были разработаны, фактически это были бои без правил. Победитель получал приз в размере $50,000. Промоутер Арт Дэви разместил объявления о турнире в журналах, посвященных боевым искусствам, а также рассылал письма-приглашения всем бойцам, кого смог найти. Так как турнир проходил в Денвере, где жил Смит, он достаточно легко смог получить приглашение. Первый и единственный бой на турнире ударник Смит провёл против рестлера Кена Шемрока, которому достаточно легко удалось перевести Смита в партер, где он провёл болевой на ногу. Фанаты Смита в Денвере негодовали, так как их любимец проиграл так легко профессиональному борцу.
Несмотря на поражение, выступление Смита понравилось организаторам и они пригласили его принять участие во втором турнире, которым стал UFC 2. Правила турнира немного изменились, на этот раз в нем приняли участие 16 бойцов, а финалисты проводил по четыре боя за день. В турнире также принимал участие победитель UFC 1 Ройс Грейси, который начал в другой сетке. В перерыве между турнирами Смит работал над своим грэпплингом, чтобы лучше выступать в партере. В итоге, первая победа над соотечественником Рэем Уизардом была одержана с помощью гильотины, в которую Смит поймал соперника уже в первом раунде. Начало второго поединка на турнире Смит провёл в стойке, против мастера ниндзюцу Скотта Морриса. Смит опрокинул соперника ударом колена, занял фул-маунт и начал добивание кулаками и локтями, отправив того в нокаут. Окончание этого боя стало одним из самых брутальных нокаутов в истории турнира UFC. В третьем бою вечера Смит встретился с каратистом Джонни Родесом, которого он также поймал на гильотину после небольшого обмена ударами. В финале Смиту встретился лучший боец того времени Ройс Грейси, который очень быстро перевёл бой на канвас, занял маунт и начал пробивать одиночные удары, пока Смит не постучал.

### После UFC
После окончания карьеры в UFC Смит принял участие в турнирах K-1, а также по приглашению Баса Руттена в первых трёх международных шоу-турнирах для ветеранов.
Последний бой провёл 10 октября 2015 года в возрасте 51 года, проиграв техническим нокаутом Дэйву Хукаба в рамках турнира Gladiator Challenge — Collision Course.

## Обвинения в сексуальных домогательствах
В 1999 году Смит обвинялся в сексуальных домогательствах к 14-летней девочке. В 2008 году он был арестован по подозрению в аналогичном преступлении.

## Смерть
19 июня 2019 года официальный сайт MMA сообщил через Twitter, что Смит умер в возрасте 55 лет, подробности смерти не установлены.

## Достижения

### Каратэ
- Чемпион в тяжёлом весе турнира Sabaki Challenge

### Кикбоксинг
- Чемпион в супертяжёлом весе организации KICK

### Смешанные единоборства
- Ultimate Fighting Championship
  - Финалист турнира UFC 2
  - Четвертьфиналист UFC 6
  - Рекорд по количеству побед для финалиста за один день: 3
  - Рекорд по количеству боёв за один день: 4 (вместе с Ройсом Грейси)